# Une ambition intime
Une ambition intime est une émission politique française de télévision, diffusée sur M6 depuis le 9 octobre 2016.
Présentée par Karine Le Marchand, elle reçoit des personnalités politiques et dresse leur portrait en 30 minutes en se focalisant sur leur parcours plutôt que sur leurs idées politiques.

## Diffusion
Le premier numéro diffusé le 9 octobre 2016 en prime time et dressant le portrait de Nicolas Sarkozy, Arnaud Montebourg, Bruno Le Maire et Marine Le Pen a enregistré 3,1 millions de téléspectateurs, soit 13,6 % de l'audimat. Le second numéro a été diffusé le 6 novembre 2016, avec les portraits d'Alain Juppé, François Fillon, François Bayrou et Jean-Luc Mélenchon.
Diverses personnalités ont décliné l'invitation de l'animatrice à participer à Une ambition intime, comme la ministre de l'écologie Ségolène Royal ou le candidat à la primaire de gauche Benoît Hamon.

## Commentaires
Plusieurs personnalités politiques se sont montrées réticentes par rapport à l'émission. L'ex-ministre des Solidarités et de la Cohésion sociale, Roselyne Bachelot, s'est prononcée « totalement contre » le concept du programme car celui-ci ne présente selon elle « aucun intérêt pour le débat politique ». Pour le ministre des Affaires étrangères, Jean-Marc Ayrault, « on se moque de la politique américaine, mais on est en train de vouloir la copier ».
Renaud Dély, directeur de la rédaction de Marianne, parle de « dérive peopolitique », expliquant qu'« à terme, c'est le loft dans lequel on donne l’impression aux Français qu’ils sont gouvernés par des stars de la téléréalité ». Cécile Cornudet, éditorialiste politique aux Échos, a « l’impression qu’on sert aux hommes politiques de la communication sur un plateau », illustrant son propos par le fait que Nicolas Sarkozy ait récupéré des extraits de son portrait pour les diffuser dans le cadre de sa campagne.

## Déclinaison
À partir de la saison 2018/2019, l'émission se décline avec de nouveaux épisodes. Karine Le Marchand n'accueille plus de personnalités politiques mais des artistes. Le premier invité est Franck Dubosc. Le second invité est Michèle Bernier. L'émission fait son retour en 2021, l'animatrice y reçoit cinq femmes politiques françaises.

## Audiences
| Émission n° | Date de diffusion | Parti | Parti | Invité(e)          | Fonction | Téléspectateurs | PDM    | Réf.   |
| ----------- | ----------------- | ----- | ----- | ------------------ | --- | --------------- | ------ | ------ |
| 1           | 9 octobre 2016    |       | LR    | Nicolas Sarkozy    | Candidat à la primaire française de la droite et du centre de 2016                                                     | 3 130 000       | 13,6 % | [ 2 ]  |
| 1           | 9 octobre 2016    |       | PS    | Arnaud Montebourg  | Candidat à la primaire citoyenne de 2017                                                                               | 3 130 000       | 13,6 % | [ 2 ]  |
| 1           | 9 octobre 2016    |       | LR    | Bruno Le Maire     | Député de l'Eure, candidat à la primaire française de la droite et du centre de 2016                                   | 3 130 000       | 13,6 % | [ 2 ]  |
| 1           | 9 octobre 2016    |       | FN    | Marine Le Pen      | Députée européenne, candidate à l'élection présidentielle française de 2017                                            | 3 130 000       | 13,6 % | [ 2 ]  |
| 2           | 6 novembre 2016   |       | LR    | Alain Juppé        | Maire de Bordeaux, Président de Bordeaux Métropole, candidat à la primaire française de la droite et du centre de 2016 | 2 680 000       | 11,4 % | [ 8 ]  |
| 2           | 6 novembre 2016   |       | MoDem | François Bayrou    | Président du MoDem, maire de Pau, Président de la communauté d'agglomération Pau Béarn Pyrénées                        | 2 680 000       | 11,4 % | [ 8 ]  |
| 2           | 6 novembre 2016   |       | LR    | François Fillon    | Député de Paris, candidat à la primaire française de la droite et du centre de 2016                                    | 2 680 000       | 11,4 % | [ 8 ]  |
| 2           | 6 novembre 2016   |       | LFI   | Jean-Luc Mélenchon | Député européen, candidat à l'élection présidentielle française de 2017                                                | 2 680 000       | 11,4 % | [ 8 ]  |
| 3           | 6 février 2018    | NC    | NC    | Franck Dubosc      | Acteur, humoriste | 2 610 000       | 11,8 % | [ 9 ]  |
| 4           | 8 décembre 2018   | NC    | NC    | Michèle Bernier    | Actrice, comédienne | 1 130 000       | 5,3 %  | [ 10 ] |
| 4           | 8 décembre 2018   | NC    | NC    | Michèle Bernier    | Actrice, comédienne | 1 210 000       | 7 %    | [ 10 ] |
| 5           | 12 août 2019      | NC    | NC    | Michèle Laroque    | Actrice, comédienne | 1 380 000       | 7,3 %  | [ 11 ] |
| 5           | 12 août 2019      | NC    | NC    | Michèle Laroque    | Actrice, comédienne | 1 470 000       | 9,4 %  | [ 11 ] |
| 6           | 16 décembre 2019  | NC    | NC    | Gad Elmaleh        | Acteur, humoriste | 1 500 000       | 7,3 %  | [ 12 ] |
| 7           | 7 novembre 2021   |       | RN    | Marine Le Pen      | Présidente du RN, députée du Pas-de-Calais, candidate à l'élection présidentielle française de 2022                    | 2 170 000       | 10,2 % | [ 13 ] |
| 7           | 7 novembre 2021   |       | PS    | Anne Hidalgo       | Maire de Paris, candidate à l'élection présidentielle française de 2022                                                | 2 170 000       | 10,2 % | [ 13 ] |
| 7           | 7 novembre 2021   |       | LR    | Rachida Dati       | Maire du 7e arrondissement de Paris                                                                                    | 2 170 000       | 10,2 % | [ 13 ] |
| 7           | 7 novembre 2021   |       | LR-SL | Valérie Pécresse   | Présidente de la région Île-de-France, candidate au congrès des Républicains de 2021                                   | 2 170 000       | 10,2 % | [ 13 ] |
| 7           | 7 novembre 2021   |       | LREM  | Marlène Schiappa   | Ministre déléguée chargée de la citoyenneté                                                                            | 2 170 000       | 10,2 % | [ 13 ] |
| 8           | 1er juin 2025     |       | RE    | Gérald Darmanin    | Garde des Sceaux, ministre de la Justice                                                                               | 1 460 000       | 7,9 %  | [ 14 ] |
| 8           | 1er juin 2025     |       | LE    | Sandrine Rousseau  | Députée dans la neuvième circonscription de Paris                                                                      | 1 460 000       | 7,9 %  | [ 14 ] |
| 8           | 1er juin 2025     |       | RN    | Jordan Bardella    | Président du RN, député européen                                                                                       | 1 460 000       | 7,9 %  | [ 14 ] |
| 8           | 1er juin 2025     |       | PCF   | Fabien Roussel     | Candidat à l'élection présidentielle française de 2022, Maire de Saint-Amand-les-Eaux                                  | 1 460 000       | 7,9 %  | [ 14 ] |